# 三谷駅 (忠清北道)
三谷駅（サムゴクえき）は、大韓民国忠清北道丹陽郡にある韓国鉄道公社の駅である。2017年現在、当駅に停車する旅客列車は存在しない。

## 利用可能な路線
- 韓国鉄道公社
  - 中央線

## 駅構造
地上駅。プラットホームは設置されていない。

## 歴史
- 1942年4月1日：開業[1]。
- 1968年10月1日：駅舎竣工。
- 1986年12月20日 : 5級駅に昇格[2]。
- 2011年3月31日：堤川駅 - 嶋潭駅間複線電化工事完成。旅客取扱中止[3][4]。
- 2017年12月18日：貨物取扱開始[5]。

## 隣の駅
韓国鉄道公社
中央線
堤川駅 - (高明駅) - 三谷駅 - (嶋潭駅) - 丹陽駅